# 대학 들개
"대학들개"는 1983년에 개봉한 대한민국의 영화이다.

## 캐스팅
- 전영록
- 강문영
- 이승현
- 이미영
- 배철수
- 구창모
- 이봉환
- 김정선
- 김상복
- 오승동
- 문정숙
- 김형자
- 김형용
- 안진수
- 신찬일
- 김기종
- 김지영
- 문미봉
- 유명순
- 김신명
- 홍명구